# Maurilio Fossati
Maurilio Fossati (ur. 24 maja 1873 w Aronie, zm. 30 marca 1965 w Turynie) – włoski duchowny katolicki, kardynał, arcybiskup Turynu, przewodniczący Konferencji Episkopatu Włoch w latach 1954-1958
Święcenia kapłańskie przyjął 27 listopada 1898. 24 marca 1924 został mianowany biskupem Galtelli-Nuoro. 27 kwietnia 1901 przyjął sakrę z rąk arcybiskupa Giuseppe Gamby (współkonsekratorami byli arcybiskup Angelo Scapardini i biskup Giovanni Garigliano). W latach 1925–1927 administratora apostolskiego Ogliastry. 2 października 1929 objął arcybiskupstwo Sassari. 13 września 1930 został przeniesiony na arcybiskupstwo Turynu, na którym pozostał już do śmierci. 13 marca 1933 Pius XI wyniósł go do godności kardynalskiej z tytułem prezbitera S. Marcelli. Wziął udział w konklawe wybierających Piusa XII, Jana XXIII i Pawła VI.